# ریچارد گیلدفورد
سر ریچارد گیلدفورد (با نام‌های مستعار گیلفورد، گولدفورد و غیره)، دارنده نشان بند جوراب (KG)، در حدود سال‌های ۱۴۵۰ الی ۱۵۰۶ می‌زیست. گیلدفورد کاوشگر، فرمانده نیروی دریایی و از درباری انگلیسی بود که در دربار هِنری هفتم در سمت‌های مهمی از جمله مسؤل دفتر مهمات فعالیت می‌کرد.

## زندگی
او پسر سِر جان گیلدفورد (۱۴۳۰–۱۴۹۳) است، کسی که از سوی همسر اول ادوارد چهارم، آلیس والر، به سمت حسابدار خاندان منصوب شده بود. وی مشاور رجینالد بری بود و در سال ۱۴۸۳ به عنوان یکی از چهار نفری که برای اولین بار طرح شورش باکینگهام علیه ریچارد سوم را به آنها ابلاغ کرد، انتخاب شد. این پدر و پسر در آن سال برای ارل ریچموند (هنری هفتم در آینده) در کنت نیرو جمع کردند و در نتیجه محکوم شدند. پسر متعاقباً برخی از زمین‌ها را در کرنبروک از دست داد، به ریچموند در بریتانیا گریخت و دو سال بعد با پدرش بازگشت و همراه با او در میلفورد هاون مستقر شد. گفته می‌شود که در آنجا لقب شوالیه را به خود اختصاص داد. روایت می‌شود که او در نبرد بوسورث هنری را همراهی کرده‌است. کمی بیش از یک ماه بعد، در ۲۹ سپتامبر ۱۴۸۵، پادشاه جدید او را به عنوان یکی از خزانه‌داران اداره پرداخت عایدی، مسؤول مهمات و اسلحه خانه‌ها با خانه‌هایی در برج وورف و متولی عمارت سلطنتی کنینگتون منصوب کرد، جاییکه پادشاه قبل از تاج‌گذاری در آنجا اقامت داشت.
هنگامی که اولین پارلمان هنری تشکیل شد، وضعیت محکومیت او تغییر کرد. حالا او به عنوان مسؤول اسلحه خانه، باید «امنیت» را برای تاج‌گذاری پادشاه فراهم می‌کرد. پادشاه همچنین او را به عضویت شورا درآورد و زمین‌های مختلف و چند قیمومیتی را که خالی مانده بودند، به او اعطا کرد. یکی از این املاک، عمارت هام در ساسکس بود. او در بخش کنترل توپ‌خانه و استحکامات، مهندسی و کشتی‌سازی فعالیت می‌کرد و در ازای انجام این وظایف، دستمزدهای مختلفی به او پرداخت و ثبت شده‌است. نواحی که وی از دریا به‌دست‌آورد، ناحیه گیلفورد نام گرفت. گیلفورد در سال ۱۴۸۶ مبلغی را برای ساخت یک کشتی در شهرستان کنت دریافت کرد. در ۸ مارس ۱۴۸۷ به او به عنوان ناظر ساخت کشتی به نام مری گیلفورد حقوق دریافت کرد. نام این کشتی احتمالاً از نام دختری که در زمان هنری هشتم با کریستوفر کمپه ازدواج کرده بود، گرفته شده‌است. حقوق‌های پرداختی بیشتری در ازای کشتی سازی ثبت شده‌است.
در سال ۱۴۸۷ خزانه‌دار و مقامات عالی‌رتبه خزانه‌داری، تصدی اداره پرداخت عایدی را که توسط پادشاه به‌طور مادام‌العمر به گیلدفورد اعطا شده بود، از وی گرفتند. اما او حکمی محرمانه مبنی بر توقف این اقدامات دریافت کرد تا اینکه خود پادشاه، ظاهراً با هدف کارآمدی بیشتر، ترتیبات رسمی را بررسی کند. کمی بعد او منصب خود را واگذار کرد و سپس گیلز داوبنی، هشتمین بارون داوبنی جانشین وی شد. در ۱۴ ژوئیه ۱۴۸۷ گیلفورد مسئولیت سرپرستی، ازدواج و حضانت اراضی الیزابت مورتیمر را در دوران ضعیر بودنش بر عهده گرفت. الیزابت دختر و وارث رابرت مورتیمر (درگذشتهٔ در ۲۲ اوت ۱۴۸۵) بود. رابرت اهل لندمر واقع در تورپ لو سوکن بود و در بوسورث توسط ایزابل هاوارد، دختر جان هوارد، اولین دوک نورفولک کشته شد. گیلدفورد بعداً الیزابت را به عقد پسر دومش، جورج، درآورد. در سپتامبر ۱۴۸۹ دستور داده شد تا تحت نظارت گیلدفورد و ارل اورموند، در ساختمان‌های کاخ وست مینستر تغییرات خاصی اعمال شود.
گیلدفورد در سال ۱۴۹۰ متعهد شد که از ۱۲ ژوئیه به مدت دو ماه، در دریا با ۵۵۰ تفنگدار دریایی و سرباز در سه کشتی به پادشاه خدمت کند. هنری هفتم در ۲۰ فوریه ۱۴۹۲ وصیت خود را با توجه به حمله برنامه‌ریزی شده به فرانسه تنظیم کرد و گیلفورد را به عنوان یکی از معتمدان خود منصوب نمود. او پادشاه را تا بولون همراهی کرد و بلافاصله پس از آن، با وی در جلسه‌ای با کمیسران فرانسوی به منظور ایجاد صلح شرکت کرد. در ۱ فوریه ۱۴۹۳، گیلدفورد مسؤولیت سرپرستی و ازدواج توماس، نوه پسری و وارث سر توماس دیلامر را بر عهده گرفت. گیلدفورد در ۱۹ ژوئیه پدر خود را، سر جان گیلدفورد که مانند خودش یک مشاور محرمانه بود، از دست داد. سر جان در کلیسای جامع کانتربری به خاک سپرده شد. گیلدفورد در سال‌های ۱۴۹۳ الی ۱۴۹۴ در سمت کلانتر عالی کنت خدمت کرد.
در حدود سال ۱۴۹۵ او جزء یکی از شش مقام عالی‌رتبه‌ای بود که با سفیر اسپانیایی، مقدمات ازدواج شاهزاده آرتور و کاترین آراگون را ترتیب دادند. در مجلسی که در اکتبر ۱۴۹۵ تشکیل شد، گیلدفورد یکی از نمایندگانی بود که انتخاب رئیس مجلس را به صدراعظم اعلام نمود. در همان مجلس، او برای عدم تقسیم مساوی املاک خود در کنت، اقدام به اخذ مجوز کرد. در این زمان او حسابدار خاندان سلطنتی بود و در ۲۱ آوریل ۱۴۹۶ مباشر زمین‌هایی شد که در ساری و ساسکس به دوشس یورک تعلق داشت.
در ۱۷ ژوئن ۱۴۹۷ گیلدفورد به امر شکست دادن شورشیان کورنیش در بلک هیث کمک کرد و به پاس این خدمات، برای او یک بیرق درست کردند. در سال ۱۴۹۹ او و ریچارد هاتون از طرف پادشاه مأمور شدند تا پس از اولین پرواز خود به قاره، به جستجوی ادموند د لا پول، سومین دوک سافولک بروند و او را متقاعد کنند که برگردد. او مسؤولیت دیگری برای رفتن به آرشیدوک فیلیپ داشت؛ اما اولویت بازگرداندن دلا پول بود. به گیلدفورد دستور داده شد که اگر ادموند بدون او برنمی‌گردد، از سفر خود به آرشیدوک فیلیپ صرف نظر کند. در سال ۱۵۰۰ او همراه با پادشاه به ملاقات شاه دوک در کاله رفت. در همان سال او به عنوان شوالیه گارتر انتخاب شد. در سال ۱۵۰۱، به‌عنوان حسابدار خاندان، کارهای زیادی به منظور فراهم کردن ترتیبات پذیرایی از کاترین آراگون داشت. در ۴ آوریل ۱۵۰۶، او چیزی را که عفو ویژه نامیده می‌شد، دریافت کرد: ادای مسئولیت در قبال دفاتر فرماندهی مهمات و اسلحه‌خانه‌اش و همچنین به‌عنوان فرمانده اسب.
گیلدفورد در ۷ آوریل ۱۵۰۶ وصیت‌نامه خود را تنظیم کرد. روز بعد او به همراه جان ویتبی، معاون کشیش کلیسای گیسبرن در یورکشایر، برای زیارت سرزمین مقدس به سمت رِی حرکت کرد. آنها روز بعد در نرماندی مستقر شدند و پی از عبور از فرانسه، ساووی و شمال ایتالیا به ونیز رفتند و از آنجا پس از مدتی اقامت، در ۳ ژوئیه با کشتی سفر کردند. آنها در ۱۸ اوت و پس از بازدید از کرت و قبرس، به یافا رسیدند. اما قبل از مستقر شدن، آنها باید برای نگهبان کوه سیون پیامی به اورشلیم می‌فرستادند؛ لذا هفت روز در کشتی خود ماندند تا اینکه نگهبان با فرماندهان اورشلیم و راما آمد؛ زیرا بدون حضور نگهبان و همراه هیچ زائری اجازه عبور نداشت. دو روز دیگر صرف بحث در مورد مالیاتی شد که ناویان باید قبل از اینکه آنها پیاده شوند، بپردازند. همین موضوع باعث شد آنها در ۲۷ اوت از کشتی پیاده شوند. مملوک‌ها آنها را مجبور کردند تا یک شب و یک روز در غار بمانند و وقتی به آنها اجازه داده شد به سفر خود ادامه دهند، هم گیلفورد و هم جان مریض شده بودند. آنها به اورشلیم رسیدند، اما جان ویتبی در ۵ سپتامبر و گیلفورد روز بعد در آنجا درگذشتند. کشیش مخصوص گیلدفورد گزارشی از «زیارت سر ریچارد گیلفورد از سرزمین مقدس، ۱۵۰۶ پس از میلاد» تهیه کرد که ریچارد پینسون در سال ۱۵۱۱ آن را چاپ کرد. این گزارش در سال ۱۸۵۱ توسط سر هنری الیس برای انجمن کمدن تجدید چاپ شد.
وصیت‌نامه گیلدفورد در ۱۰ می ۱۵۰۸ قانونی اعلام شد.

## ازدواج و مسائل مربوط به آن
گیلدفورد ابتدا با آن پیمپ، دختر جان پیمپ اهل کنت ازدواج کرد و از او صاحب دو پسر و پنج دختر شد:
- سر ادوارد گیلدفورد قبل از ۱۴۹۶ برای اولین بار، با النور وست (متولد ۱۴۸۱ (دختر توماس وست، بارون هشتم د لا وار، خواهر و وارث توماس وست، نهمین بارون د لا وار) ازدواج کرد که از او صاحب پسری به نام ریچارد شد. ریچارد پیش از او فوت کرد. سر ادوارد همچنین یک دختر به نام جین داشت که با جان دادلی، دوک اول نورثامبرلند ازدواج کرد. همسر دوم او جوآن پیتلزدن، دختر استیون پیدلستن بود.[۹]
- جورج گیلدفورد با صغیر تحت سرپرستی پدرش، الیزابت مورتیمر (دختر و وارث رابرت مورتیمر (درگذشتهٔ در ۲۲ اوت ۱۴۸۵) از لاندمر در تورپ لو سوکن ازدواج کرد. رابرت به دست الیزابت هاوارد، دختر جان هاوارد، اولین دوک نورفولک کشته شد). حاصل این ازدواج یک پسر به نام سر جان گیلدفورد و دو دختر به نام‌های آن و مری بود.[۲][۳][۱۰][۱۱]
- فیلیپا گیلدفورد در تاریخ ۱۴ آوریل ۱۵۰۲ با سر جان گیژ (درگشتهٔ در ۱۸ آوریل ۱۵۵۶) و حاصل این ازدواج آلیس گیژ بود که با سر آنتونی براون ازدواج کرد.[۱۲][۸]
- مری گیلدفورد در ابتدا با کریستوفر کمپ (۱۴۸۵–۱۵۱۲) ازدواج کرد. دخترشان مری فینچ ابتدا پیش‌خدمت مری اول انگلستان[۱۳] و بعدتر پیش‌خدمت سر ویلیام هاوت (درگذشتهٔ در ۱۵۳۹) در بیشاپزبورن کنت بود. او مادر الیزابت هاوت، همسر توماس کالپپر اهل بجبری گودهرست (پسر و وارث سر الکساندر کالپپر (درگذشتهٔ در ۱۵۴۱)‏[۱۴][۱۵] و برادر بزرگ سر توماس کالپپر) و جین هاوت، همسر سر توماس ویات بود.[۷][۱۶][۱۷][۱۸]
- فریدسواید گیلدفورد با سر متیو براون (متوفی ۶ اوت ۱۵۵۷) اهل بچورث کسلِ ساری ازدواج کرد. سر متیو پسر سر جورج براون (در ۴ دسامبر ۱۴۸۳ در تاورهیل سر بریده شد) و الیزابت پاستون (۱ ژوئیه ۱۴۲۹–۱ فوریه ۱۴۸۸) بود. الیزابت بیوه سر رابرت پوینینگ (سر رابرت پوینینگ) و دختر ویلیام پاستون بود (در ۱۷ فوریه ۱۴۶۱ در نبرد دوم سنت آلبانز، کشته شد).[۷][۱۹]
- الیزابت گیلدفورد (قبل از ۱۴۸۹–۱۵۳۲+) ابتدا با سر توماس ول، بعدتر با سر توماس ایسلی (۱۴۸۵–۱۵۱۸) اهل ساندریجِ کنت و نهایتاً با سر ویلیام استافورد ازدواج کرد.[۷][۲۰]
- النور گیلدفورد با ادوارد هاوت ازدواج کرد.

او برای بار دوم، در حضور هنری هفتم و ملکه‌اش ژان وو (درگذشتهٔ در ۱۵۳۸)، با خواهر سر نیکلاس واکس ازدواج کرد و از او صاحب یک پسر شد:
- سر هنری گیلدفورد برای بار دوم با مری وتون، دختر سر رابرت وتون اهل بوتون مالهربِ کنت، ازدواج کرد.[۸]

بیوه گیلدفورد، جوآن که تا سال‌ها بعد از او زندگی کرد، در سال ۱۵۱۴ همراه با مری تودور، خواهر هنری هشتم به فرانسه رفت. جوآن پس از آن در ازای خدمت به هنری هفتم، ملکه و دو دخترشان، مری، ملکه فرانسه و مارگارت ملکه اسکاتلند، حقوق سالیانه دریافت کرد.

## ارجاعات
1. ↑  Cunningham 2004.
2. 1 2  Richardson II 2011, p. 313.
3. 1 2  Crawford 2004.
4. ↑  Watson 1877, pp. 11–14, 163–4.
5. ↑  Ellis 1851.
6. ↑  Ellis 1851, p. xi.
7. 1 2 3 4  Ellis 1851, p. xvii.
8. 1 2 3  Adams 1986, p. 101.
9. ↑  Lehmberg 2004. ODNB: Sir Edward Guildford (c. 1479–1534): doi:10.1093/ref:odnb/70790
10. ↑  Watson 1877, pp. 11-14.
11. ↑  Guildford, John (by 1508-65), of Hemsted, Kent, History of Parliament Retrieved 10 September 2013.
12. ↑  Richardson II 2011, pp. 237-8.
13. ↑  http://www.oxford-shakespeare.com/Probate/PROB_11-27_f_228.pdf
14. ↑  Bannerman 1905, p. 3.
15. ↑  Warnicke 2004.
16. ↑  Adams 1986, pp. 101, 103.
17. ↑  Richardson IV 2011, p. 383.
18. ↑  'Parishes: Hothe', The History and Topographical Survey of the County of Kent: Volume 9 (1800), pp. 96-101 Retrieved 9 September 2013.
19. ↑  Richardson I 2011, pp. 340–1.
20. ↑  A Who’s Who of Tudor Women: I-J, compiled by Kathy Lynn Emerson to update and correct Wives and Daughters: The Women of Sixteenth-Century England (1984) Retrieved 8 September 2013.
21. ↑  Ellis 1851, p. xiii.